# Station Montbarrey
Station Montbarrey is een spoorweghalte in de Franse gemeente Montbarrey.
Zij wordt bediend door treinen van het netwerk  TER Bourgogne-Franche-Comté op de verbindingen Dole - Saint-Claude en Dole - Pontarlier.